# Моуат, Оливер
Оливер Моуат (22 июля 1820, Кингстон, Верхняя Канада — 19 апреля 1903, Торонто, Онтарио, Канада) — канадский политик, премьер-министр Онтарио, лейтенант-губернатор Онтарио. Является одним из отцов канадской конфедерации — принимал участие в Квебекской конференции.

## Биография
Оливер Моуат родился в семье выходцев из Шотландии Джона Моуата и Хелен Левак. Его отец был партнёром в центральном магазине Кингстона. Он прибыл в Канаду в 1814 году вместе с британской армией и поселился в городе после демобилизации.
В 1837—1840 годы Моуат был клерком в офисе Джона Александера Макдональда, а по окончании обучения в ноябре 1841 года стал членом гильдии. Моуат занимался частной практикой в партнёрстве с различными адвокатами и самостоятельно вплоть до 1856 года. Ряд дел Моуата рассматривался в тайном совете в Великобритании, а особую известность он получил в 1858 году, выиграв дело против мэра Торонто Джона Джорджа Боуса и премьер-министра Верхней Канады Фрэнсиса Хинкса.
Со временем Моуат стал вовлекаться в общественную жизнь города. В 1847 году он стал директором библейского общества Верхней Канады (англ. Upper Canada Bible Society), оставаясь его вице-президентом с 1959 года и до самой смерти, в 1851 году — директором канадского общества против рабства (англ. Anti-Slavery Society of Canada). Кроме того, он принимал участие в руководстве университета Торонто.
С 1853 года Моуат руководил гильдией адвокатов Верхней Канады. Он сформировал правила принятия новых членов, урегулировал вопросы доступа к судебным материалам из США, читал лекции. В январе 1856 года он был включён в комиссию по ревизии провинциальных законов.
Был женат на Джейн Левак; три сына и четыре дочери.

## Карьера
До прихода в политику, Моат готовился стать адвокатом. 27 января 1836 года шестнадцатилетний Оливер, по контракту поступил в учение в контору Джона А. Макдональда. 5 ноября 1841 принят в коллегию адвокатов. В 1846 году женился на Джейн Эварт, дочери архитектора Джона Эварта из Торонто. В 1856 году назначен королевским адвокатом. Политическую карьеру начал в 1857 году, войдя в совет старейшин города Торонто. Оттуда он был избран в Законодательное собрание Южного Онтарио. В юности во время восстания 1837 года он оружием в руках защищал роялистов. Со временем его доверие к политике Макдональда, Жоржа Этьена Картье и других лидеров Консервативной партии было утрачено и Моат присоединился к партии реформаторов. В составе Законодательного Собрания провинции Канады с 1858 по 1864, он был тесно связан с Джорджем Брауном. Служил губернским секретарем (1858) и начальником службы почты и телеграфа (1863—1864) в администрации конфедеративного правительства Джона Макдональда Санфилда. Был ярым сторонником С Брауна, которому помог создать Либеральную партию Онтарио, со временем ставшей Либеральной партией Канады. Моат был членом Большого коалиционного правительства 1864 года. В том же году стал представителем провинции на Квебекской Конференции, где помог разделить полномочия между федеральным правительством и правительствами провинций. Кроме того, в 1864 году он назначен на судебную должность вице-канцлера Онтарио, которую занимал до назначения премьером-министром 31 октября 1872 года.

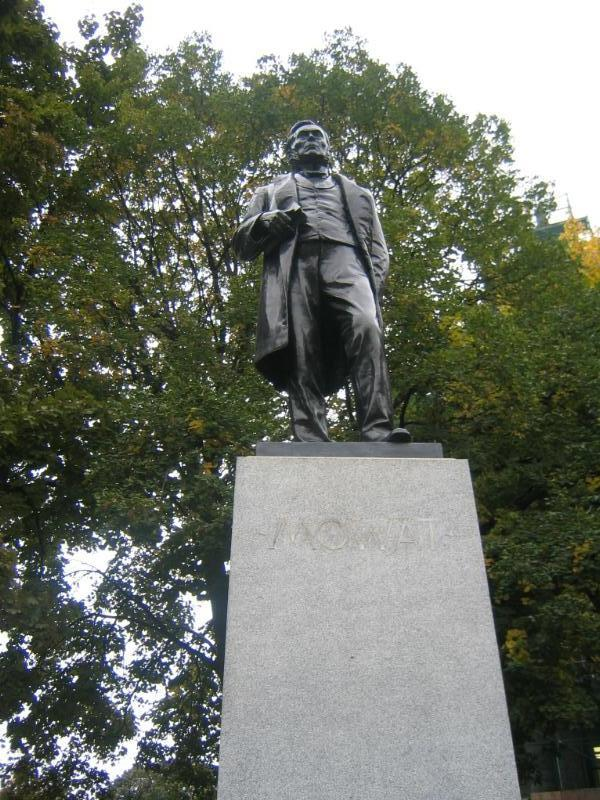
Памятник Оливеру Моату в Куинс парке Торонто, Онтарио, Канада, автор Уолтер Сеймур Оллвард

Как премьер-министр в 1880-х годах оспаривал с Доминионом границы провинции, лесное и водное право, право на использование полезных ископаемых и другие вопросы. Эти судебные баталии были выиграны Моатом, что привело к ослаблению власти федерального правительства. Противостояние Моата с федеральным правительством значительно децентрализовало Канаду, давая провинции гораздо больше прав, чем это было при Макдональде. Одновременно он служил генеральным прокурором провинции и провёл реформы, такие как тайное голосование на выборах. Представил законы регулирующие муниципальный уровень власти. Его политика вызвала критику со стороны политических консерваторов, в том числе ложи оранжистов, связанной с газетой «The Sentinel» («Страж»). Руководимое им правительство было умеренным и пыталось пересечь деление провинции на католическую и протестантскую части, а также уменьшить разницу между деревнями и городами. Также Моат ратовал за расширение границ Онтарио на север и за становление провинции экономическим центром Канады. В 1896 году лидер оппозиции Уилфрид Лорье, убедил Моата стать федеральным политиком. Считалось, что сочетание представителя французской Канады (Лорье) и престижа сэра Оливера Моата в Онтарио будет выигрышным билетом для Либеральной партии. Предвыборным лозунгом выбрали: «Лорье, Моат, Победа». Победа была одержана, и 13 июля 1896 года, Оливер стал министром юстиции Канады, через несколько дней сенатором. В 1897 году он был назначен восьмым вице-губернатором провинции Онтарио. Пребывал на этой должности до своей смерти в 1903 году, в возрасте 82 лет. Похоронен на кладбище Маунт-Плезант, Торонто.

## Политическая карьера
В 1857 году Моуат присоединился к реформаторам. Это было неожиданно, так как его отец принадлежал к консервативному сообществу, а его учитель, Макдональд, был лидером либерал-консерваторов. В том же году он стал членом городского управления Торонто, а уже в 1858 году — законодательного собрания провинции Канада. У него был ряд портфелей в различных правительствах, а в 1864 году он стал активным участником квебекской конференции по объединению Канады.
С 1872 по 1896 годы Моуат был премьер-министром Онтарио. Затем он состоял в Сенате Канады, а в 1897 году стал лейтенант-губернатором провинции, которым оставался до самой смерти.